# Euhybus amazonicus
Euhybus amazonicus är en tvåvingeart som beskrevs av Ale-rocha 2002. Euhybus amazonicus ingår i släktet Euhybus och familjen puckeldansflugor.
Artens utbredningsområde är Ecuador. Inga underarter finns listade i Catalogue of Life.